# Сан Фиорано
Сан Фиора̀но (на италиански: San Fiorano, на западноломбардски: San Fiuran, Сан Фиуран) е село и община в Северна Италия, провинция Лоди, регион Ломбардия. Разположено е на 56 m надморска височина. Населението на общината е 1795 души (към 2012 г.).